# 沖縄小林流空手振興会
沖縄小林流空手振興会（おきなわしょうりんりゅうからてしんこうかい）は、沖縄空手の団体である。
1985年に、東辰徳範士１０段（1952年~2012年）と共に沖縄小林流空手振興会を沖縄県にて発足し現在はカナダのブリティッシュコロンビア州ビクトリアにカナダ本部（会長　喜久川政信十段範士）と沖縄に沖縄本部（本部長　東圭一六段錬士）を置き、沖縄空手道の普及振興と同時に、継承保存を目的としている空手の団体である。

## 特徴
沖縄小林流空手道の創始者知花朝信、仲里周五郎、儀武息一の系列の流れを汲み、首里手の継承を保存、振興を目的とする。
沖縄本部の本部長であった、東辰徳は知花朝信の最後の直弟子であり、名嘉真、島袋勝之と続く系列である小林流の流れを汲む。
最後の泊手継承者の辺名山爺の手ほどきも受けている。

## 型
練習体系の型は以下の通り。
- 基本型 1、2、3、4、5
- 普及型 1、2、3、4、5
- ピンアン（ピンアン初段〜五段）
- 内歩進、（初段〜三段）
- 抜塞、　小（糸洲）、大（多和田）
- 公相君、　小、大
- 鎮闘
- 五十四歩
- 北谷屋良公相君
- ワンスー
- アーナンコー
- ローハイ
- ジオン

## 鍛錬法
- 古来より受け継がれた鍛錬器具、方法を用いて鍛錬を行うと同時に近代の器具をも用いる。

## 練習組手
- 約束組手（相互に攻防の順序を決めて行う）
- 自由組手（自由に技の攻防を行う）

　　　　　　　　古来より継承された、掛手、受手、投げ、関節押さえ技を併用する。

## 試合方式
直接打撃組手、フルコンタクト組み手方式を行うと同時に掴み、投げ、寝技を併用する。1986年より最近安全面を考えてスーパーセーフを用いた顔面防具方式をとり入れた、ビクトリアカップ実戦空手道大会（カナダBC州ビクトリア）を３月に開催している。

## 琉球古武道
平信賢、箕輪克彦、の流れを汲んだ、金城政和師の琉球古武道保存会に所属し、
釵術、トンファー術、棒術、櫂（エークー）術、ヌンチャク術、鉄甲術、ティンベー術、鎌術、スルチン術、鉄柱術といった琉球古武道を主体に行う。

## 沖縄小林流古武道
知花朝信、池原や仲里周五郎、儀武息一師の系統の沖縄小林流古武道の保存振興にも力を入れている。